# PDG Realty SA

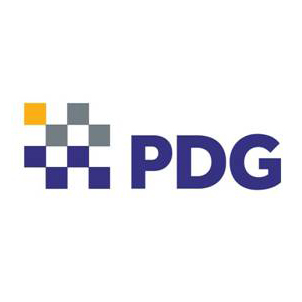
Logo of PDG Realty

PDG Realty est une entreprise brésilienne spécialisée dans l'immobilier, et faisant partie de l'indice Bovespa, le principal indice boursier de la bourse de São Paulo.